# 4011-es busz
A 4011-es jelzésű autóbuszvonal egy Tiszadorogmáról Egerbe közlekedő helyközi járat, amelyet a Volánbusz Zrt. üzemeltet tanítási napokon egyszer, Négyesen és Mezőkövesden keresztül.

## Útvonala
Tiszadorogma kultúrháztól indul. Északnyugati irányban indul el Tiszabábolna felé. Egy szál megállója érintése után Tiszavalk, majd Négyes település következik. A Tisza-tó határában haladva Borsodivánka és Egerlövő jön, miközben a Borsodi-Mezőségen halad. 9 kilométer múlva a 3302-es mellékúton érkezik az első jelentős városba, Mezőkövesdre. Az újonnan a vasútállomás mellett található autóbusz-állomásra nem tér ki, a Váci Mihály utca nevezetű megálló után legközelebb Egerben áll meg, azon belül is a Tompa utcánál, a 25-ös főút felől van megközelítve a megyeszékhely. Az állomástól majd másfél kilométerre van az autóbusz-állomás, a vonal végállomása.

## Közlekedése
| Indulási helyszín       | Érkezési helyszín      | Indításszáma | Közlekedése      |
| ----------------------- | ---------------------- | ------------ | ---------------- |
| Tiszadorogma, kultúrház | Eger, autóbusz-állomás | 1 oda        | tanítási napokon |

## Megállóhelyei
| 0  | Tiszadorogma, kultúrház végállomás   | 0.0 km  | 4010 |
| 1  | Tiszadorogma, tanya                  | 1.0 km  | 4010 |
| 2  | Tiszabábolna, Fő utca 66.            | 4.6 km  | 4010 |
| 3  | Tiszavalk, autóbusz-váróterem        | 9.4 km  | 4010 |
| 4  | Tiszavalk, temető                    | 9.9 km  | 4010 |
| 5  | Négyes, Rákóczi utca 90.             | 12.7 km | 4010 |
| 6  | Négyes, autóbusz-váróterem           | 13.3 km | 4010 |
| 7  | Négyes, gátőrség                     | 14.5 km | 4010 |
| 8  | Borsodivánka, József Attila utca 86. | 16.4 km | 4010 |
| 9  | Borsodivánka, autóbusz-váróterem     | 17.4 km | 1344, 1375, 1377, 1447, 1468 4010 |
| 10 | Egerlövő, Csatorna-őrtelep           | 20.2 km | 4010 |
| 11 | Egerlövő, autóbusz-váróterem         | 21.4 km | 1344, 1375, 1377, 1447, 1468 4010 |
| 12 | Mezőkövesd, rutinpálya               | 30.3 km | 1, 3 1468 4010 |
| 13 | Mezőkövesd, Széchenyi utca           | 31.4 km | 1, 2B, 3 1344, 1375, 1377, 1426, 1427, 1428, 1447, 1448, 1468 3406, 3416, 3418, 3419, 3749, 4001, 4006, 4007, 4008, 4009, 4010, 4014, 4015, 4016, 4017, 4019, 4023, 4026, 4030, 4157 |
| 14 | Mezőkövesd, SZTK rendelőintézet      | 32.0 km | 1, 2, 2B, 3 1344, 1375, 1377, 1426, 1427, 1428, 1447, 1448, 1468 3406, 3416, 3418, 3419, 3749, 4001, 4006, 4007, 4008, 4009, 4010, 4014, 4015, 4016, 4017, 4019, 4023, 4026, 4030, 4157 |
| 15 | Mezőkövesd, Váci Mihály utca         | 33.1 km | 1, 2 1050, 1344, 1380, 1381, 1426, 1427, 1428, 1447, 1468 3406, 3419, 4015, 4018, 4021, 4022, 4157 |
| 16 | Eger, Tompa utca                     | 51.0 km | 3A, 6, 11, 12, 13, 14, 14E, 16, 112, 113, 914 1050, 1051, 1053, 1054, 1343, 1346, 1348, 1362, 1380, 1427, 1466, 1517 3402, 3408, 3410, 3411, 3414, 3423, 3424, 3426, 3430, 3431, 3432, 3433, 3434, 3435, 3436, 3440, 3441, 3442, 3443, 3444, 3445, 3446, 3448, 3472, 3479, 3482, 3484, 3667, 4015, 4157 |
| 17 | Eger, nagyváradi út                  | 51.7 km | 3A, 6, 11, 12, 13, 14, 14E, 16, 112, 113, 914 1050, 1346, 1380, 1427, 1517 3402, 3407, 3408, 3410, 3411, 3414, 3423, 3430, 3431, 3433, 3435, 3442, 3443, 3445, 4015, 4157 |
| 18 | Eger, vasútállomás bejárati út       | 52.6 km | 11, 12, 14, 14E, 112, 113 1050, 1051, 1053, 1054, 1343, 1348, 1362, 1380, 1427, 1466, 1517 3400, 3402, 3408, 3410, 3411, 3414, 3423, 3424, 3426, 3430, 3431, 3432, 3433, 3434, 3435, 3436, 3440, 3441, 3442, 3443, 3444, 3445, 3446, 3448, 3472, 3479, 3482, 3484, 3667, 4015, 4157 Eger [87/87a] |
| 19 | Eger, színház                        | 53.2 km | 2, 2A, 7, 7A, 11, 12, 14, 14E, 17, 112 1053, 1054, 1343, 1344, 1346, 1348, 1362, 1380, 1381, 1426, 1427, 1428, 1447, 1468, 1517 3402, 3408, 3410, 3411, 3414, 3419, 3420, 3423, 3424, 3426, 3430, 3431, 3433, 3434, 3435, 3436, 3440, 3441, 3442, 3443, 3444, 3445, 3448, 3667, 4014, 4015, 4018, 4021, 4022, 4157 |
| 20 | Eger, autóbusz-állomás végállomás    | 53.9 km | 2, 2A, 4, 5, 5A, 6, 7, 7A, 11, 12, 14, 14E, 16, 17, 112, 914 1049, 1050, 1051, 1053, 1054, 1343, 1344, 1346, 1347, 1348, 1349, 1351, 1352, 1362, 1380, 1383, 1426, 1427, 1428, 1447, 1466, 1468, 1517 3400, 3402, 3403, 3405, 3406, 3407, 3408, 3409, 3410, 3411, 3412, 3414, 3415, 3416, 3417, 3418, 3419, 3420, 3423, 3424, 3426, 3430, 3431, 3432, 3433, 3434, 3435, 3440, 3441, 3442, 3443, 3444, 3445, 3446, 3448, 3450, 3455, 3456, 3457, 3458, 3462, 3469, 3470, 3471, 3472, 3473, 3474, 3476, 3479, 3480, 3481, 3482, 3483, 3484, 3488, 3604, 3660, 3667, 4012, 4014, 4015, 4157 |